# Eriocnema fulva
Eriocnema fulva är en tvåhjärtbladig växtart som beskrevs av Charles Victor Naudin. Eriocnema fulva ingår i släktet Eriocnema och familjen Melastomataceae. Inga underarter finns listade i Catalogue of Life.